# 瓦辛

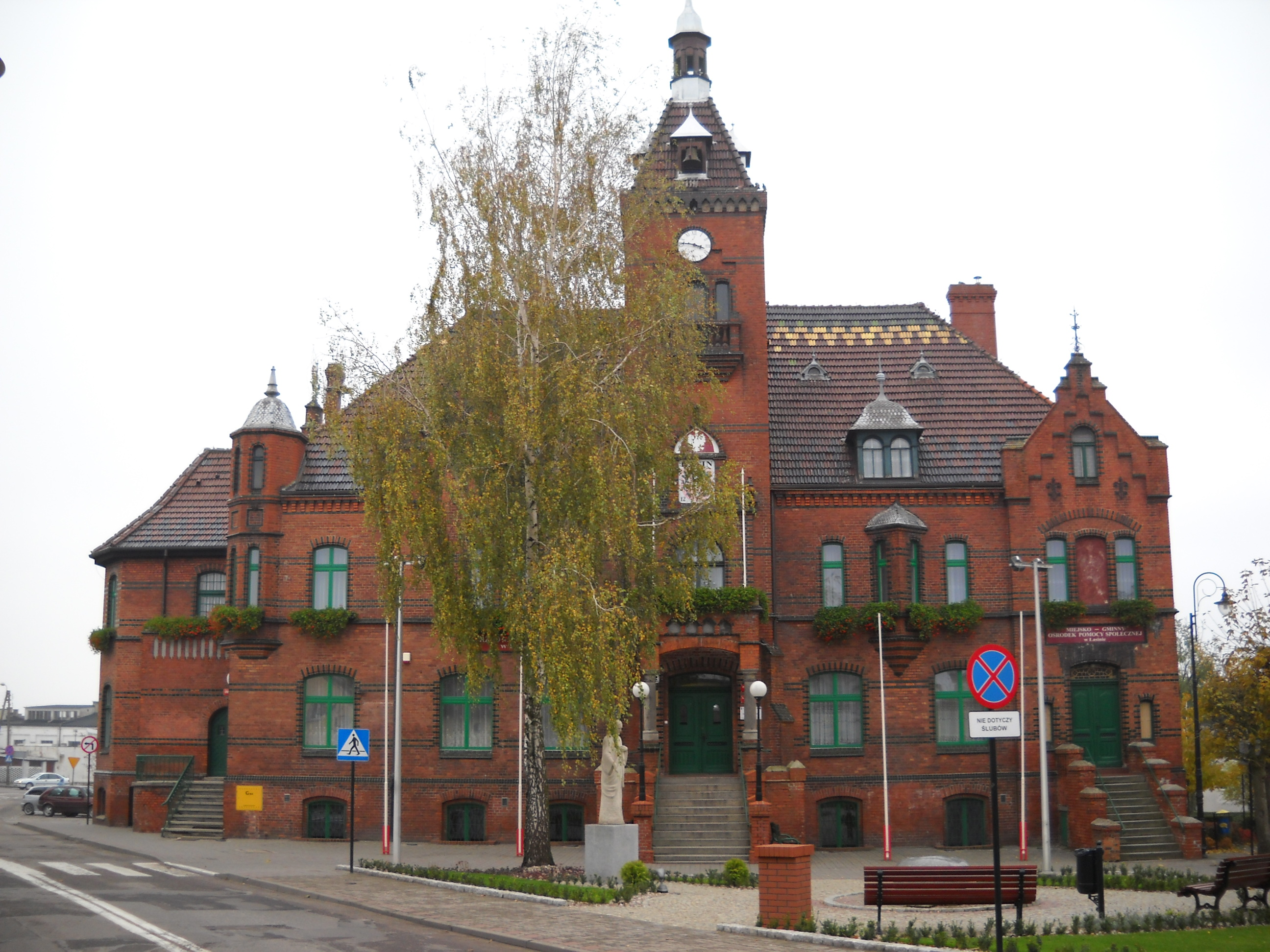

瓦辛是波蘭的城鎮，位於該國北部，距離首府托倫78公里，由庫亞維-波美拉尼亞省負責管轄，面積4.79平方公里，2006年人口3,276。在第一次瓜分波蘭中，該鎮在1772年被納入普魯士王國管治範圍。
53°31′N 19°05′E / 53.517°N 19.083°E